# Jorge Góngora
Jorge Góngora (12 de outubro de 1906 -25 de junho de 1999) foi um futebolista peruano. Ele competiu na Copa do Mundo FIFA de 1930, sediada no Uruguai, na qual a seleção de seu país terminou na décima colocação dentre os treze participantes.